# Bill Farmer
 (mars 2020).
Si vous disposez d'ouvrages ou d'articles de référence ou si vous connaissez des sites web de qualité traitant du thème abordé ici, merci de compléter l'article en donnant les références utiles à sa vérifiabilité et en les liant à la section « Notes et références ».
Pour les articles homonymes, voir Farmer.
Bill Farmer est un acteur américain né le 14 novembre 1952 à Pratt (Kansas). Il est connu pour être la voix officielle de Dingo depuis 1987. Il s'occupe également des voix de Pluto et de Horace Horsecollar.

## Filmographie

### Cinéma
- 1987 : RoboCop : Justin Ballard-Watkins
- 1988 : Qui veut la peau de Roger Rabbit : Dingo (voix)
- 1990 : Le Prince et le Pauvre (The Prince and the Pauper) : Dingo / Horace / Weasel #1 / Pluto (voix)
- 1991 : Homère le roi des cabots (Rover Dangerfield) : Voix additionnelles
- 1991 : La Belle et la Bête (Beauty and the Beast) : Voix additionnelles (voix)
- 1992 : Porco Rosso (Kurenai no buta) de Hayao Miyazaki : Voix additionnelles
- 1995 : Theodore Rex : Voix additionnelles
- 1995 : Dingo et Max A Goofy Movie : Dingo (voix)
- 1995 : Forget Paris : Lézard (voix)
- 1995 : Mickey perd la tête (Runaway Brain) : Pluto (voix)
- 1995 : Toy Story : Voix additionnelles (voix)
- 1996 : Space Jam : Sylvestre / Yosemite Sam / Foghorn Leghorn (voix)
- 1996 : Le Bossu de Notre-Dame (The Hunchback of Notre Dame) : Voix additionnelles
- 1997 : Dany, le chat superstar (Cats Don't Dance) : Voix additionnelles (voix)
- 1997 : Hercule (Hercules) : Voix additionnelles (voix)
- 1998 : Troops : Announcer (voix)
- 1998 : The Spirit of Mickey (vidéo) : Dingo
- 1998 : Pocahontas 2 : Un monde nouveau (Pocahontas II: Journey to a New World) (vidéo) : Voix additionnelles (voix)
- 1998 : 1 001 Pattes (A Bug's Life) : Voix additionnelles (voix)
- 1999 : Disney's Mouseworks Spaceship : Pluto
- 1999 : Men in Scoring Position : Smiling Jack
- 1999 : Speedway Junky (en) de Nickolas Perry (en) : Sports Announcer #2
- 1999 : Le Géant de fer (The Iron Giant) : Voix additionnelles (voix)
- 1999 : Toy Story 2 : Voix additionnelles (voix)
- 1999 : Mickey, il était une fois Noël (Mickey's Once Upon a Christmas) (vidéo) : Dingo  / Pluto (voix)
- 2000 : Bob's Video : Sheriff Harmon
- 2000 : Dingo et Max 2 : Les sportifs de l'extrême An Extremely Goofy Movie (vidéo) : Dingo  (voix)
- 2001 : Atlantide, l'empire perdu (Atlantis: The Lost Empire) : Voix additionnelles (voix)
- 2001 : Monstres et Cie (Monsters, Inc.) : Voix additionnelles (voix)
- 2001 : Mickey, la magie de Noël (vidéo) : Dingo, Pluto, Naf-Naf
- 2002 : Mickey, le club des méchants (vidéo) : Dingo (voix)
- 2003 : Mickey's PhilharMagic : Dingo (voix)
- 2003 : Frère des ours (Brother Bear) : Voix additionnelles (voix)
- 2003 : Very Merry Christmas Sing Along Songs (vidéo) : Dingo
- 2004 : Le Roi lion 3 : Hakuna Matata (vidéo) : Dingo (voix)
- 2004 : The Search for Mickey Mouse : Dingo / Pluto / Naf-Naf (voix)
- 2004 : La ferme se rebelle (Home on the Range) de Will Finn et John Sanford : Voix additionnelles (voix)
- 2004 : Mickey, Donald, Dingo : Les Trois Mousquetaires (Mickey Donald Goofy The Three Musketeers) (vidéo) : Dingo
- 2004 : Mickey, il était deux fois Noël (Mickey's Twice Upon a Christmas) (vidéo) : Dingo (voix)
- 2005 : Le Fils du Mask (Son of the Mask) : Mask Otis (voix)
- 2006 : L'Âge de glace 2 (Ice Age: The Meltdown) : Male Elk (voix)
- 2006 : Cars : Différents reporters (voix)
- 2007 : Cendrillon et le Prince (pas trop) charmant (Happily N'Ever After) : Voix additionnelles
- 2007 : Les Rois de la glisse (Surf's Up) : Voix additionnelles
- 2008 : Horton (Horton Hears a Who!) : Willie l'ours (voix)
- 2012 : Le Lorax (The Lorax) : Voix additionnelles
- 2013 : Monstres Academy (Monsters University) : Jason Chiang (voix)
- 2015 : Les Minions (Les minions) : Voix additionnelles
- 2016 : Comme des bêtes (The Secret Life of Pets) : Voix additionnelles
- 2016 : Tous en scène (Sing) : chien reporter (voix)
- 2017 : Moi, moche et méchant 3 (Despicable Me 3) : Voix additionnelles
- 2018 : Le Grinch (The Grinch) : Sam le conducteur de bus (voix)
- 2023 : Il était une fois un studio (Once Upon a Studio) de Dan Abraham et Trent Correy : Dingo et Pluto (voix)

### Télévision
- 1987 : DTV 'Doggone' Valentine (TV)
- 1988 : Le Retour de Super-Souris (Mighty Mouse, the New Adventures) (série télévisée) : Voix additionnelles
- 1990 : Disney Sing-Along-Songs: Disneyland Fun (vidéo) : Dingo (voix)
- 1990 : Murphy Brown : George Bush (voix)
- 1992 : Raw Toonage (série télévisée) : Dingo (voix)
- 1992 : La Bande à Dingo ("Goof Troop") (série TV) : Dingo (voix)
- 1992 : Goof Troop Christmas (TV) : Dingo (voix)
- 1993 : Les Cow-Boys de Moo Mesa (Wild West C.O.W.-Boys of Moo Mesa) (série TV) : Puma (voix)
- 1993 : Bonkers (série TV) : Dingo (voix)
- 1994 : Disney Sing-Along-Songs: The Twelve Days of Christmas (vidéo) : Dingo (voix)
- 1996 : Couacs en vrac (Quack Pack) (série TV) : Pluto (voix)
- 1997 : Casper, l'apprenti fantôme (Casper: A Spirited Beginning) (TV) : Stinky (voix)
- 1998 : Pumpkin Man (TV) : Father Goblin / Billy Bob Sr.
- 1998 : Casper et Wendy (Casper Meets Wendy) (TV) : Stinky (voix)
- 1999 : Mickey Mania (Mickey Mouse Works) (série TV) : Dingo  / Pluto / Horace Horsecollar (voix)
- 2001 : Disney's tous en boîte ( Disney's House of Mouse) (série TV) : Dingo / Pluto / Horace Horsecollar / Naf-Naf / Shérif de Nottingham (voix)
- 2003 : Totally Spies! : Le président (voix)
- 2003 : Billy et Mandy, aventuriers de l'au-delà (The Grim Adventures of Billy & Mandy, Grim & Evil) : Stank Williams, Présentateur sportif (voix)
- 2003-2007 : Jojo Circus (Jojo's Circus) : Napoléon (voix)
- 2004 : Harvey Birdman, Attorney at Law : l'écureuil agent secret (voix)
- 2005 : Les Loonatics (Loonatics Unleashed) : 	Mr. Leghorn (voix)
- 2006 : La Maison de Mickey (Mickey Mouse Clubhouse) : Dingo / Pluto (voix)
- 2006 : Robot Chicken : Bugs Bunny, Daffy Duck, Voix additionnelles (voix)
- 2006 : Jimmy Neutron (The Adventures of Jimmy Neutron: Boy Genius) : Voix additionnelles
- 2006 : Ergo Proxy (Erugo Purakushī) : Al (voix)
- 2006 : Les Végétaloufs (VeggieTales) : Voix additionnelles
- 2007 : Comment brancher son home cinéma (How to Hook Up Your Home Cinema) : Dingo (voix)
- 2007 : Les Héros d'Higglyville (Higglytown Heroes) : Janitor Jay (voix)
- 2008 : Banana Split (émission TV) : Fleegle, Bingo
- 2008 : Garfield et Cie : Voix additionnelles
- 2010 : Pour le meilleur et le pire ('Til Death) : George Bush / Ministre (voix)
- 2011 : La Boutique de Minnie (Minnie's Bow-Toons) : Dingo / Pluto (voix)
- 2013 : Mickey Mouse : Dingo / Pluto / Naf-Naf (voix)
- 2014 : Les 7N (The 7D) : Prof (voix)
- 2015 : Jake et les Pirates du Pays imaginaire (Jake and the Never Land Pirates) : Ghostly Bob (voix)
- 2017 : Mickey et ses amis : Top Départ ! (Mickey Mouse Mixed-Up Adventures) : Dingo / Pluto / Le maire McBeagle (voix)
- 2017 : Les Histoires Toc-Toc de Tic & Tac (Chip ‘N’ Dale : Nutty Tales) : Dingo / Pluto / Le maire McBeagle (voix)
- 2019 : Tom et Jerry Show (The Tom and Jerry Show) : Irish Spike, Irish Butch (voix)
- 2019 : Amphibia : Hopadiah « Hop Pop » Plantar (voix)
- 2019 : Vampirina : Larry Moss (voix)
- 2020 : La Bande à Picsou (DuckTales) : Dingo (voix)
- 2020 : Le Monde Merveilleux de Mickey (The Wonderful World of Mickey Mouse) : Dingo / Pluto / Naf-Naf (voix)
- 2021 : Les Aventures au Parc de Tic et Tac (Chip'N'Dale: Park Life) : Pluto (voix)
- 2021 : Comment rester à la maison avec Dingo (How to Stay at Home) : Dingo (voix)
- 2021 : Mickey Mouse Funhouse : Dingo (voix)